# Maruja Pachón
Maruja Pachón de Villamizar (Nova York, Estats Units, 9 de desembre de 1937) és una política, publicista i periodista colombiana, guanyadora dels premis CPB (Círculo de Periodistas de Bogotá) el 1985 i Simón Bolívar el 1986.

## Biografia
Maruja Pachón és filla del periodista Álvaro Pachón de la Torre, la seva germana major és Gloria Pachón, la vídua de Luis Carlos Galán. Va estar casada amb el polític cucuteño Alberto Villamizar, amb qui va tenir un fill; els fills del primer matrimoni de Maruja són: Mónica, Alexandra, Juana, Nicolás i Patricio.
La seva activitat professional al costat de la política la va conduir a coordinar la comissió de comunicacions del Centre d'Estudis del Nou Liberalisme.
Va ser segrestada un any després de la mort del seu cunyat Luis Carlos Galán per Los Extraditables, comandats per Pablo Escobar, qui va concebre el segrest massiu de polítics i periodistes per pressionar al president César Gaviria per a la caiguda del tractat d'extradició a més d'altres beneficis per als narcotraficants que es lliuressin.
Els detalls del seu segrest, juntament amb el de la seva cunyada Beatriz Villamizar, Marina Montoya, Diana Turbay, Azucena Liévano, Francisco Santos Calderón –qui en 2002 es convertiria en vicepresident de la República– i altres segrestats més són narrats en el llibre Noticia de un Secuestro de Gabriel García Márquez.
Va ser alliberada al maig de 1991.

## Trajectòria
Pachón va ser publicista en agències com McCann-Erickson i Època. També va ser directora de promoció de la Corporació Nacional de Turisme.
Com periodista va dirigir els programes de televisió Enfoque i Reportajes al mundo, amb els quals va guanyar els premis CPB en 1985 i Simón Bolívar en 1986.
Al moment del seu segrest era directora de la empresa estatal de foment al cinema.
Dos anys després del seu alliberament, el president César Gaviria la va nomenar Ministra d'Educació.
També va ser directora de la Corporación Escuela Galán, entitat de caràcter mixt de dedicada a la formació en valors democràtics.